# Ioan Hațegan
Ioan Hațegan (n. 17 decembrie 1949, Cenad, Republica Populară Română, România) este un istoric român, specializat în istoria Banatului.

## Studii
Între 1956–1967 a urmat școala generală la Cenad și Sânnicolau Mare și liceul „Mihai Eminescu din Sânnicolau. Între 1967–1973 a urmat cursurile fără frecvență ale Facultății de Istorie a Universității Babeș-Bolyai din Cluj-Napoca. În 1994 și-a susținut la aceeași universitate teza de doctorat cu titlul „Pavel Chinezu”.

## Activitate
După absolvire a fost profesor de istorie la școlile din Sânnicolau Mare, Ianova, Seceani, Berini și Vișinelu și la liceele din Gătaia și Recaș. Din 1973 a trecut la Muzeul Banatului ca muzeograf medievist și la secția de carte veche a bibliotecii județene Timiș. După 1991 a fost consilier teritorial șef al Inspectoratului pentru Cultură Timiș, cercetător științific principal I la Institutul de Științe Socio-Umane Titu Maiorescu al Academiei Române, filiala Timișoara și, între 1991–1993, profesor la Universitatea de Vest.
A publicat numeroase cărți, studii de specialitate și articole. Din 77 de titluri, 14 se referă la istoria Banatului.
În noiembrie 2019 a fost declarat cetățean de onoare al municipiului Timișoara, iar la 16 decembrie 2019 a fost omagiat cu ocazia împlinirii a 70 de ani, unde a fost lansat volumul omagial In Honorem Magistri Ioan Hațegan 70, coordonat de dr. Alexandru Koșa, istoric și cercetător științific la Institutul de Studii Banatice și s-a prezentat filmul documentar Portret de istoric, despre el.

## Cărți publicate (selecție)
- Timiș: Harta turistică, București: Ed. Sport-Turism, 1985[3][9]
- Pavel Chinezu, Timișoara: Ed. Helicon, 1994, ISBN: 973-91598-3-4, lucrare distinsă cu premiul Academiei Române „Dimitrie Onciul”;[2][9]
- Din vremea lui Dracula: Fiul morarului din Satchenez, Timișoara: Ed. Almanahul Banatului, 1994, ISBN: 973-96554-7-5[9][10], ed. a 2-a 2008[3]
- Cultură și civilizație medievală la Mureșul de Jos, Timișoara: Ed. Almanahul Banatului, 1995, ISBN: 973-96869-5-3[3][9]
- Filippo Scolari: Un condotier italian pe meleaguri dunărene[nefuncțională]
, Timișoara: Ed. Mirton, 1997, ISBN: 973-578-362-2[2][3][9]
- Camera de Comerț, Industrie și Agricultură Timișoara: Repere monografice 1850–2000, Timișoara: Ed. Banatul, 2000[3][9]
- Habitat și populație în Banat (sec. XI-XX), Timișoara: Ed. Mirton, 2003[3][9]
- Cronologia Banatului: Vilayetul de Timișoara 1552–1716, vol. II/2, Timișoara: Ed. Artpress/Banatul, 2005, ISBN: 973-7836-54-5.[3][9]
- Cronologia Banatului: Banatul între 934–1552, vol. II/1, Timișoara: Ed. Banatul/Artpress, 2006, ISBN: 973-7836-56-1, în colaborare cu Ligia Boldea și Dumitru Țeicu[3]
- Istoria Timișoarei: Manual opțional pentru elevii gimnaziilor timișorene, vol. I și II, Timișoara, Ed. Banatul, 2008, ISBN: 978-973-88512-3-7, în colaborare cu prof. dr. Cornel Petroman[3]
- Premiere și priorități timișorene: 100 de premiere și priorități 1900–1946, Timișoara: Ed. Artpress/Banatul, 2010[3]
- Dicționar istoric al așezărilor din Banat, sec. XI-XX: Atestări documentare și cartografice, Timișoara: Ed. Artpress/Banatul, 2013, ISBN: 978-973-108530-2[3][9][11]
- Legendele Timișoarei, vol. I-III, Timișoara: Ed. Artpress/Banatul, 2016, ISBN: 978-973-108-696-5[3][12][13][14][15]
- Cronologia Banatului. Banatul între 1716–1735, vol. III/1, Timișoara: Ed. Banatul, 2018, ISBN: 978-606-8395-16-7, în colaborare cu dr. Alexandru Kósa[3]
- Cronologia Banatului: Banatul între 1736–1753, vol. III/2, Timișoara: Ed. Banatul, 2018, ISBN: 978-606-8395-16-7, în colaborare cu dr. Alexandru Kósa[3]